# Bataille d'Urepetiro
Guerre d'indépendance du Mexique
La Batailla d'Urepetiro est une action militaire de la guerre d'indépendance du Mexique qui eut lieu le 14 janvier 1811 à Urepetiro, dans l'actuelle municipalité de Tlazazalca (en), État de Michoacán. Les insurgés commandés par le colonel Ruperto Mier y furent défaits par les forces royalistes du Général José de la Cruz (es) à la tête du régiment d'infanterie de Valladolid.

## Précédents
Ruperto Mier, un insurgé connu pour ses talents militaires, fut nommé par Miguel Hidalgo colonel d'un des régiments d'infanterie de l'armée des insurgés qui n'avaient que 80 fusils pour armements. Mier conduisit ses troupes vers le port de Urepetiro, considérant le site comme un point de vue à partir duquel le Général Cruz pouvait être battu ou du moins où il était possible de contenir ses troupes de telle sorte qu'elles n'allassent pas grossir les forces de Félix María Calleja del Rey. Le 14 janvier 1811, le Général royaliste José de la Cruz sortit de Tlazazalca (es) avec ses troupes et rencontra le même jour les insurgés situés au sommet d'une colline sur laquelle Mier disposait d'une batterie de 17 pièces.

## La bataille
Les troupes expéditionnaires envoyées par José de la Cruz pour reconnaître la zone furent rapidement rejetées par les canons des rebelles, mais d'autres postes importants se déplacèrent dans des directions différentes et réussirent à déborder les forces insurgées qui ne pouvaient couvrir tous les points d'attaque. Les attaques des insurgés ne se limitèrent pas à la défense de leur position car elles furent contraintes au recul par les forces royaliste après le premier assaut. Compte tenu de ce fait, les insurgés se décalèrent sur leur droite et y placèrent neuf pièces d'artillerie. Pedro Celestino Negrete, à qui le Général José de la Cruz confia deux pièces d'artillerie et un bataillon de fusiliers marins, fut aussi renforcé par le premier bataillon de Toluca. Negrete avança pour se placer en face de l'artillerie des rebelles d'où il ordonna de commencer l'attaque à la baïonnette.
Depuis la première attaque réussie qui parvint à prendre une position, la tactique du combat se développa en une clôture destinée à couvrir l'artillerie des insurgés. Ceux-ci occupaient le flanc droit et gauche de la batterie du lieutenant-colonel Francisco Rodriguez, ce qui entraîna une lutte pour la possession des canons. La victoire obtenue par le colonel Rodriguez fut suivie par une attaque des insurgés qui frappèrent les rangs royalistes et furent sur le point d'envelopper leurs forces. Néanmoins, l'artillerie de Mier tomba aux mains des forces commandées par le Général par Cruz. Cette artillerie se composait de 29 pièces en mauvais état et de faible qualité parce qu'elles avaient été mal construites avec les cloches des églises. Les forces insurgées se dispersèrent dans plusieurs directions et tentèrent encore de petites actions avec leurs batteries de mousquets, néanmoins les actions menées par Negrete donnèrent la victoire aux forces royalistes.

## Conséquences
Après la bataille de Urepetiro qui apporta beaucoup de prestige au Général José de la Cruz, Miguel Hidalgo apparut et fut défait à la bataille du pont de Calderón, confrontation qui marqua la fin de la première étape de la guerre dans laquelle les insurgés se battirent avec plus de passion que de stratégie et qui ne fut suivie que de petits faits d'armes mineurs. Les forces insurgées furent dévastées à Puente de Calderón et les événements ultérieurs précipitèrent la capture et la condamnation de Hidalgo.